# Amézaga de Aspárrena
Amézaga de Aspárrena (en euskera y oficialmente Ametzaga) es un concejo del municipio de Aspárrena, en la provincia de Álava. 

## Toponimia
En el año 1025 en la Reja de San Millán, consta como Hamaezaha.Otras denominaciones que ha tenido son Amezaga  (1295), Ameçaga (1410), Amezagabidea (1876) o Amézaga de Aspárrena (1962) entre otras.

## Geografía física
El concejo se encuentra 2,8 km al noreste de Araia y forma parte de la Cuadrilla de Llanada Alavesa. Situado en terreno llano, a orillas del arroyo de su nombre. Limita al N. con Zalduendo y Araya, al S. con San Román y Eguilaz, al E. con Albéniz y al O. con Ordoñana.
|                 | Norte: Zalduendo de Álava, Araya |               |
| Oeste: Ordoñana |                                  | Este: Albéniz |
|                 | Sur: San Román, Eguílaz          |               |

## Demografía
| Gráfica de evolución demográfica de Amézaga de Aspárrena entre 2000 y 2017 |
|                                                                            |
| Población de derecho según los censos de población del INE.                |

## Economía
En el término concejil se encuentra el polígono industrial Aspárrena-San Millán.

## Cultura

### Patrimonio material
- Iglesia de San Juan Bautista: con portada de arco de medio punto. Tiene planta rectangular con ábside de tres lados. Andra Mari del siglo XIV. Buena escultura de San Juan Bautista, del siglo XVI. Sacristía de finales del siglo XVI. Bóvedas nervadas en diagonal, de dos tramos, apeadas en columnas pendientes y descansando en repisas. Esculturas neoclásicas de San Blas y de San José, de fines del siglo XVIII, de los "santeros de Payueta". Sin campanario. Las campanas se ubican en dos vanos. Rehabilitada en 1940.[3][7][8]
- Fuente de la plaza. Forma parte del conjunto de mobiliario urbano situado en la plaza, asociándose a su lado Norte una mesa monolítica con inscripciones incisas, perteneciente a un antiguo puente ya desaparecido.[9]
- Juego de bolos. Está descubierto y situado en la plaza del pueblo, frente a la fuente. Es de planta rectangular dispuesto aproximadamente en la dirección E-O.[10]

### Patrimonio inmaterial
- Las fiestas patronales se celebran por la Santísima Trinidad (7 semanas  después del domingo de Resurrección).[11]